# Hotel Podhoran
Hotel Podhoran (nebo jen Podhoran) je brownfield cestovního ruchu v obci Bystřice pod Hostýnem v okrese Kroměříž. Objekt se nachází v centru města na Masarykově náměstí vedle budovy radnice. Celková výměra pozemku, na kterém se tento brownfield nachází, je 1 236 m². Podhoran je od roku 2017 ve vlastnictví města Bystřice pod Hostýnem.

## Historie
První listiny, které dokládají stavbu v místě dnešního hotelu Podhoran, pochází z 28. května 1863. Jednalo se o přístavbu k budově hostince z roku 1835, který patřil Janu Šejdovi. Další přístavba proběhla v roce 1879. Jednalo se o kůlny a jiné hospodářské prostory. Tyto budovy se postupně staly majetkem spolku Občanská záložna a v roce 1898 spolek koupil také Šejdův hostinec.
Za druhé světové války byli v hotelových pokojích Občanské záložny ubytovaní němečtí vojáci. Po válce sloužila Občanská záložna kulturním účelům. Konaly se zde svatební hostiny, divadla, koncerty i taneční zábavy.
V roce 1973 proběhla demolice budovy Občanské záložny a na jejím místě byl postaven hotel Podhoran, který byl dokončen následující rok. Podhoran se v průběhu let stal vyhlášeným hotelem. Po revoluci byl hotel zprivatizován a nadále provozován, ale postupně docházelo k jeho úpadku.

## Odkoupení Podhoranu
V prosinci roku 2011 podal majitel Podhoranu Radovan Křemeček městu nabídku na odkoupení hotelu za cenu 25 mil. Kč. V případě odmítnutí měl v plánu hotel využít jako ubytovnu pro sociálně slabé. Objekt byl ale ve špatném stavu a město nemělo dané finance. V srpnu roku 2012 město nabídlo za hotel částku 13 mil. Kč, která nebyla akceptována. Z hotelu se tak stala ubytovna pro osoby v hmotné nouzi.
V roce 2013 byl hotel Podhoran plně obsazen. Bylo zde ubytováno 91 nájemníků z celé ČR a ze Slovenska, převážně Romů. Někteří z nájemníků se ale podíleli na krádežích v místních obchodech, měli konflikty s občany města a neměli platné doklady. Prováděly se také namátkové kontroly objektu ve spolupráci s Policií ČR a cizineckou policií. Hotel sledovala například také krajská hygienická stanice. 96 ubytovacích míst v hotelu později využívalo až 150 osob. Město vyvíjelo tlak na majitele, aby ubytovna dodržovala městské vyhlášky a snažilo se v rámci zachování veřejného pořádku ovlivňovat způsob života nájemníků.
V dubnu roku 2014 přišla nová nabídka pro město ke koupi za 19.5 mil Kč. Občané v anketě hlasovali pro odkoupení. Město nabídlo 15 mil. korun. Na tu však majitel nepřistoupil. V červnu roku 2016 se bývalý hotel dostal do nucené dražby, ke které ale nakonec nedošlo, protože provozovatel ubytovny na poslední chvíli uhradil dluh. Ubytovna byla v té době obsazena ze 60 %. Město se neustále snažilo, aby dosáhlo řešení. V březnu roku 2017 nakonec město budovu bývalého hotelu Podhoran koupilo za cenu 16,9 mil Kč.

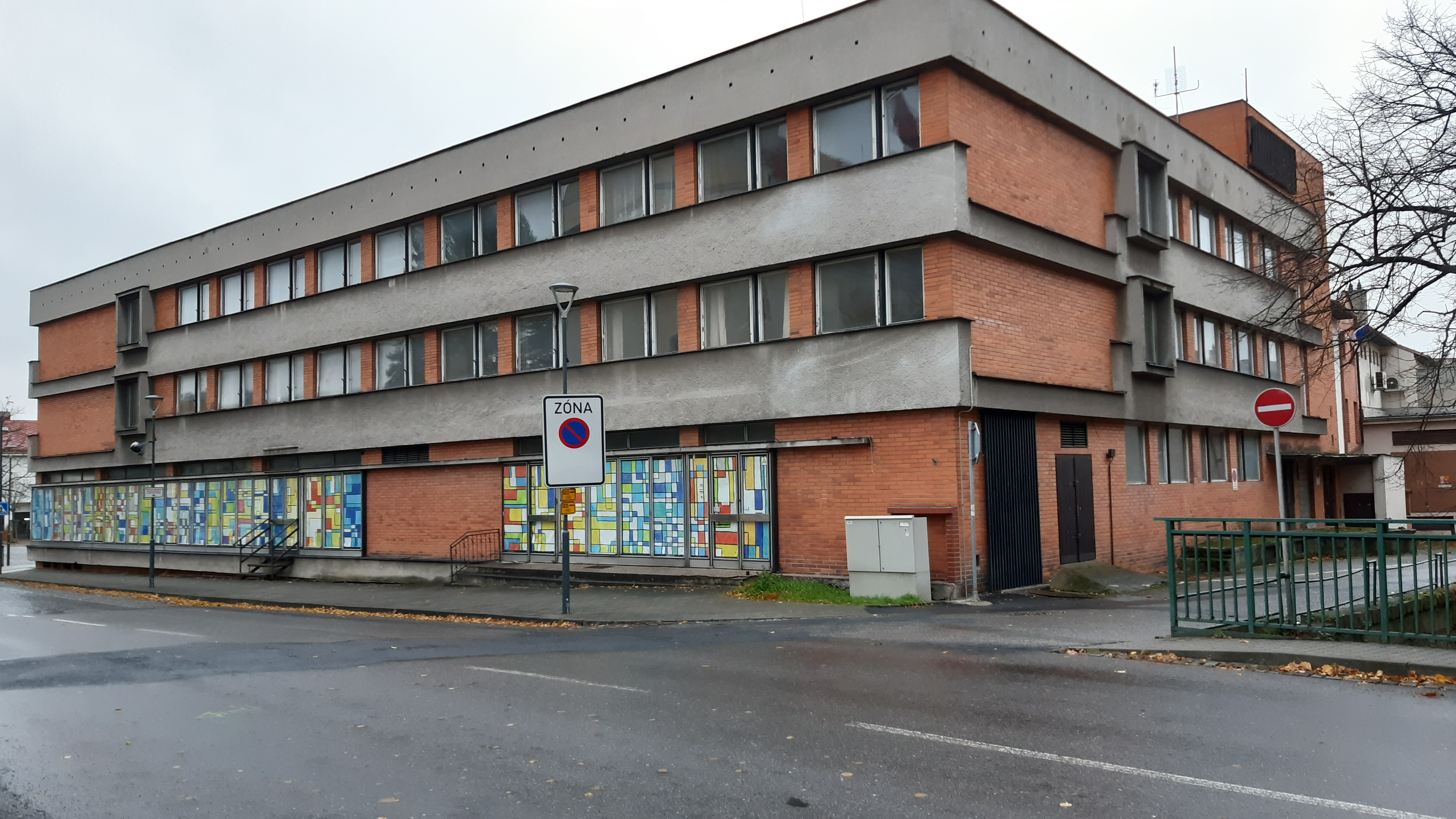
Hotel Podhoran, pohled z hlavní silnice

## Plán města na revitalizaci
Po koupi objektu vedení města nechalo vypracovat několik variant revitalizace tohoto brownfieldu. Představa vedení města byla taková, že se budova zrekonstruuje a přestaví na kancelářské a jinak využitelné prostory pro potřeby města. Jednotlivé odbory městského úřadu jsou totiž rozmístěny ve více objektech v různých částech města. Tento návrh je však velmi nákladný a přesahuje finanční možnosti města. Odhadované náklady by se mohly pohybovat kolem 150–200 mil. Kč.

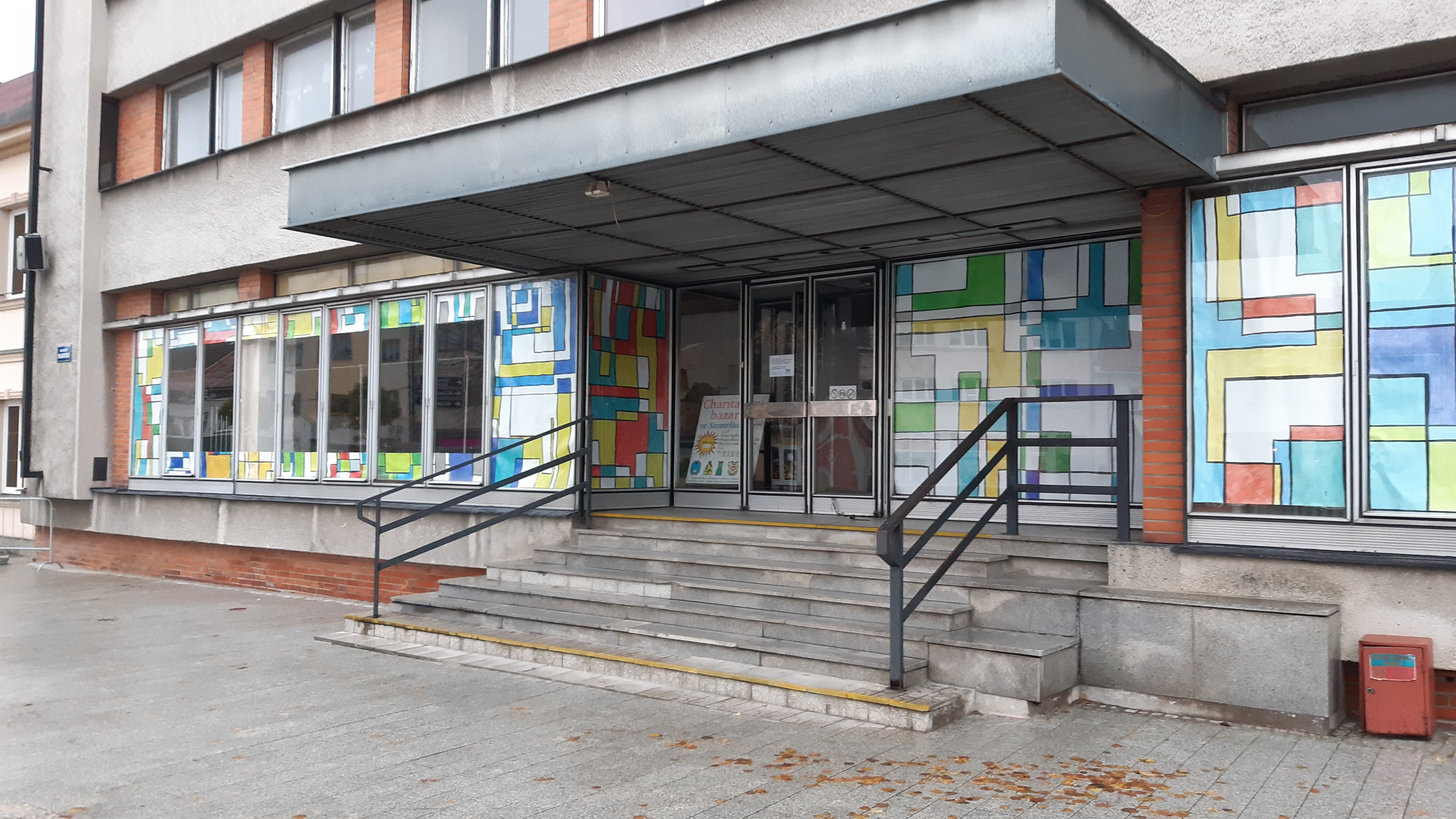
Hlavní vstup do hotelu Podhoran z Masarykova náměstí

Nově zvolená politická reprezentace (od roku 2022) si uvědomuje obtížnou proveditelnost tohoto plánu, proto byl objekt zapsán do Národní databáze brownfieldů ve snaze obdržet dotace od státu na jeho revitalizaci. V případě neúspěchu ve snaze obdržet dotace, vedení města navrhuje objekt prodat soukromému investorovi, který by mohl objekt zrekonstruovat, částečně nabídnout pro potřeby města a zbylou část využívat pro služby.

## Současný stav
Město zatím nezahájilo žádnou revitalizaci tohoto brownfieldu, zastupitelsto města pověřilo radu města k jednání ve věci přípravy prodeje objektu. Rada města Bystřice pod Hostýnem zveřejnila na úřední desce záměr objekt prodat. O prodeji bývaleho hotelu  by mělo zastupitelstvo města rozhodovat v září 2024. Jediným zájemcem o koupi je společnost JTH Group a.s., která již ve městě Bystřice pod Hostýnem vlastní nemovitost tzv. věžák, a která se věnuje developerským činnostem i v jiných městech České republiky. Část občanů se prostřednictvím petice postavila proti prodeji Podhoranu.
Interiér hotelu je v nevyhovujícím stavu. V současnosti je využíván pouze v minimální míře místní charitou, která zde sezónně provozuje charitativní bazar. Jedinou změnu vzhledu provedla základní umělecká škola, která vyzdobila prosklené části budovy.